# Hans-Christoph Berndt
Pour les articles homonymes, voir Berndt.
 (février 2025).
La mise en forme du texte ne suit pas les recommandations de Wikipédia : il faut le « wikifier ».
Les points d'amélioration suivants sont les cas les plus fréquents :
- Les titres sont pré-formatés par le logiciel. Ils ne sont ni en capitales, ni en gras.
- Le texte ne doit pas être écrit en capitales (les noms de famille non plus), ni en gras, ni en italique, ni en « petit »…
- Le gras n'est utilisé que pour surligner le titre de l'article dans l'introduction, une seule fois.
- L'italique est rarement utilisé : mots en langue étrangère, titres d'œuvres, noms de bateaux, etc.
- Les citations ne sont pas en italique mais en corps de texte normal. Elles sont entourées par des guillemets français : « et ».
- Les listes à puces sont à éviter, des paragraphes rédigés étant largement préférés. Les tableaux sont à réserver à la présentation de données structurées (résultats, etc.).
- Les appels de note de bas de page (petits chiffres en exposant, introduits par l'outil «  Source ») sont à placer entre la fin de phrase et le point final[comme ça].
- Les liens internes (vers d'autres articles de Wikipédia) sont à choisir avec parcimonie. Créez des liens vers des articles approfondissant le sujet. Les termes génériques sans rapport avec le sujet sont à éviter, ainsi que les répétitions de liens vers un même terme.
- Les liens externes sont à placer uniquement dans une section « Liens externes », à la fin de l'article. Ces liens sont à choisir avec parcimonie suivant les règles définies. Si un lien sert de source à l'article, son insertion dans le texte est à faire par les notes de bas de page.
- La présentation des références doit suivre les conventions bibliographiques. Il est recommandé d'utiliser les modèles {{Ouvrage}}, {{Chapitre}}, {{Article}}, {{Lien web}} et/ou {{Bibliographie}}. Le mode d'édition visuel peut mettre en forme automatiquement les références.
- Insérer une infobox (cadre d'informations à droite) n'est pas obligatoire pour parachever la mise en page.

Pour une aide détaillée, merci de consulter Aide:Wikification.
Si vous pensez que ces points ont été résolus, vous pouvez retirer ce bandeau et améliorer la mise en forme d'un autre article.
Hans-Christoph Berndt, né en 1956 à Bernau bei Berlin, est un homme politique allemand. Depuis octobre 2020, il est le chef du groupe parlementaire Alternative pour l'Allemagne au Landtag de Brandebourg et également le chef de l'opposition. Berndt est considéré comme un d'extrême-droite par l'Office fédéral de protection de la constitution du Brandebourg. Il est la tête de liste de l'Alternative pour l'Allemagne aux élections régionales de 2024 en Brandebourg.

## Biographie
Hans-Christoph Berndt grandit dans le quartier de Prenzlauer Berg à Berlin-Est et est diplômé du lycée en 1975. De 1976 à 1977, il travaille en tant que mécanicien. Deux ans plus tard, il commence des études de dentiste. Diplômé en 1984, il complète une formation de spécialité en tant que dentiste en pathobiochimie jusqu'en 1989. Il soutient ensuite une thèse de doctorat sur le transport de la dopamine dans le cerveau de rats.
Il travaille ensuite en tant que biologiste médical à la Charité Berlin à partir du milieu des années 1980, où il a été président du conseil de la faculté de médecine pendant environ dix ans. Après que ses activités en tant que porte-parole de l'association d'extrême-droite Zukunft Heimat, active dans le Brandebourg, aient été révélées, l'hôpital prend ses distances avec lui et annonce " La Charité milite pour une société tolérante et cosmopolite. En tant qu'hôpital universitaire employant des personnes de 77 nations, elle se bat pour la responsabilité sociale, l'entraide et la tolérance". En 2016, il ne se représente pas pour un mandat de p président du conseil, mais en reste un membre.